# Ayema Football Club
Actualités
L'Ayema FC est un club de football béninois basé à Porto-Novo. Il joue actuellement dans le championnat de la première division du Bénin,,.

## Stade
L'équipe joue au stade de Saint-Louis, ayant une capacité de 3 000 places.